# Cupid Through a Keyhole
Cupid Through a Keyhole è un cortometraggio muto del 1913 diretto da Van Dyke Brooke.

## Trama
Mentre si fanno i preparativi per ricevere la visita di zia Maria, due giovani coppie rimangono incidentalmente chiuse nella stessa stanza. La porta d'entrata della casa è rimasta, intanto, aperta e un vagabondo si introduce nell'edificio, banchettando con quel che trova in cucina. Quando zia Maria arriva, scopre le nipoti chiuse con due giovanotti, rimanendo scandalizzata. Le due coppie, rendendosi conto della buffa situazione in cui si sono cacciati, la prendono sul ridere mentre la zia rimane sempre più scioccata. Quando arrivano i genitori, tutto finisce in una cena durante la quale si festeggiano i due fidanzamenti dei ragazzi.

## Produzione
Il film fu prodotto dalla Vitagraph Company of America.

## Distribuzione
Distribuito dalla General Film Company, il film - un cortometraggio in una bobina - uscì nelle sale cinematografiche statunitensi il 24 maggio 1913.